# Chavannes-de-Bogis
'Chavannes-de-Bogis  é uma  comuna suíça do Cantão de Vaud, pertencente ao distrito de Nyon. Faz parte de uma das nove comunas da Terra Santa e como elas encontra-se na Região Lemánica, logo faz parte da  Suíça romanda.

## História
O território da comuna estava compreendido numa da diferentes doações da Ordem Cisterciense e torna-se o centro das suas explorações agrícolas que os cistercianos chamam  grange ou cabane. 
Quanto a Bogis parece provir de um nome de família pois encontram-se as seguintes variants : em 1135 Bittgeium; em 1144 Bugeium, Bugeio; em 1197 Buggeium; em 1251 Boggie; em 1320 Bogie; em 1401 Bogiez e Bogier e em 1686 Bogies .

## Armas
"De gueules à la fasce ondée d'argent, accompagnée en chef de deux clefs en sautoir du même, et en pointe d'un mont à trous coupeaux d'or".
Estas armas foram adoptadas em 1972. A barra horizontal simboliza La Versoix, o ribeiro que atravessa o território comunal. Os "esmaltes" (termo para 'cor' em heráldica), as chaves e os montes tem origem numa variante dos brasões atribuídas ao bailiado de Bonmont, formado pelos Senhores de  Berna à qual pertencia antigamente Chavannes-de-Bogi.

## Curiosidades
Chavannes-de-Bogis deveria estar separada do cantão de Genebra por Mies e Chavannes-des-Bois pois estas são as duas comuna suíça do cantão de Vaud que fazem fronteira com o de Genebra, mas na realidade tem uma fronteira comum com ele] através do seu enclave, Céligny.

## Ligação externa
- «Página oficial»